# Georg Caspari
Georg Caspari (17 de abril de 1683 - 12 de abril de 1743) foi um teólogo alemão do Báltico. 
Caspari nasceu em Riga, como filho de David Caspari, reitor da catedral de Riga. Ele estudou na Universidade de Rostock, onde publicou De Descensu Christi ad Inferos em 1704 e De Testamentis Divinis em 1705. Caspari também publicou alguns documentos de seu pai, após a morte dele em 1702. Depois de viver durante algum tempo em Greifswald, Caspari regressou a Riga em 1723 e serviu na catedral. Ele morreu em sua cidade natal.